# نشانه‌گذاری میانوندی

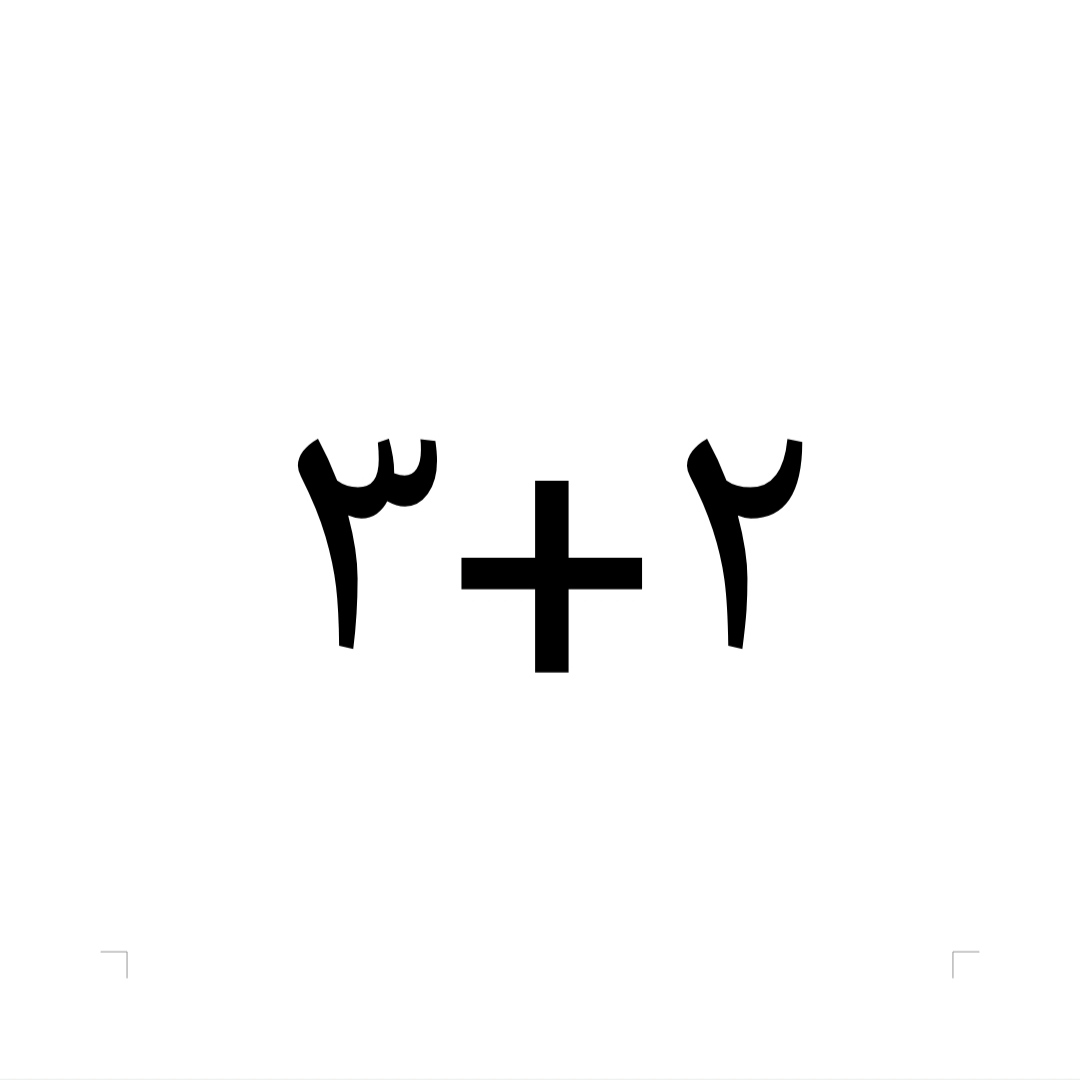
نوشته‌ی سه بعلاوه دو؛ در این نوشته از عملگر جمع/بعلاوه (+) استفاده شده است.

نشانه‌گذاری میانوندی (به انگلیسی: Infix notation) یک نوع نشانه‌گذاری رایج برای عبارات و فرمول‌های محاسباتی و منطقی است. در این نوع نشانه‌گذاری، عملگر ها مابین عملوند ها نوشته می‌شوند. برای مثال: (۳ + ۲) که عملگر + مابین دو عملوند ۲ و ۳ نوشته شده است. اگرچه خواندن این این گونه عبارات برای انسان‌ها راحت است، اما تجزیه و تحلیل این عبارت برای رایانه دشوار است و کامپیوتر نشانه‌گذاری پیشوندی یا نشانه‌گذاری پسوندی را راحت‌تر تجزیه و تحلیل می‌کند. برای مثال ‎ (+ ۲ ۳)‎ که عملگر + قبل از دو عملوند ۲ و ۳ نوشته شده است. اما نشانه‌گذاری میانوندی همچنان در اکثر زبان برنامه‌نویسی استفاده می‌شود چرا که این نوع نشانه گذاری برای انسانها رایج تر هستند.
در نشانه‌گذاری میانوندی، برخلاف پسوندی و پیشوندی، پرانتز گذاری در اطراف عملوندها و عملگرها الزامی است تا ترتیب انجام دادن عملیات، نشان داده شود. اگر پرانتز گذاری انجام نشود ترتیب انجام عملیات بر اساس اولویت عملگرها مشخص می‌شود. مثلا اگر اولویت عملگر ضرب نسبت به عملگر جمع بیشتر باشد، حاصل عبارت زیر برابر ۱۷ است:
۲ + ۳ × ۵ = ۱۷
می‌توان عبارات محاسباتی یا منطقی را به کمک ساختمان درخت نمایش داد. بدین ترتیب می‌توان به راحتی نشانه‌گذاری‌های مختلف یک عبارت را از طریق پیمایش درخت به روش‌های پسوندی، میانوندی و پیشوندی بدست آورد.